# HMS Traveller (N48)
Le HMS Traveller (pennant number : N48) est un sous-marin de la classe T en service dans la Royal Navy. Construit au chantier naval Scotts Shipbuilding and Engineering Company à Greenock, il est lancé en août 1941.

## Conception
Les sous-marins de la classe S se sont avérés trop petits pour des opérations lointaines. Il fallut mettre en chantier la classe T qui avait 21 mètres de longueur en plus et un déplacement de 1000 tonnes. Alors que les bâtiments de la classe S avaient seulement six tubes lance-torpilles d'étrave, ceux de la classe T en avaient huit, dont deux dans un bulbe d'étrave, plus deux autres dans la partie mince de la coque au milieu du navire.

## Engagements
Le HMS Traveller fut construit par Scotts Shipbuilding and Engineering Company à Greenock en Écosse. Sa quille fut posée le 17 janvier 1940. Il fut lancé le 27 août 1941 et mis en service dans la Royal Navy le 10 avril 1942.
Le HMS Traveller a passé la majeure partie de sa carrière en mer Méditerranée. La plupart de ses attaques n’ont pas été couronnées de succès. S’il a bien coulé le navire marchand italien Albachiara, il a raté le navire marchand italien Ezilda Croce, le petit croiseur léger italien Cattaro (ex-Dalmacija yougoslave), le pétrolier italien Proserpina (ex-Beauce français) et les torpilleurs italiens Castore et Ciclone. Il a également affirmé avoir attaqué deux sous-marins non identifiés jusqu’à présent.
Le HMS Traveller a quitté Malte le 28 novembre 1942 pour une patrouille dans le golfe de Tarente. Il a effectué une reconnaissance du port de Tarente en vue d’une attaque de torpilles humaines de type Chariot (Opération Principal). Le sous-marin n’est pas revenu de cette opération et a été signalé en retard le 12 décembre. Il a probablement heurté une mine italienne vers le 4 décembre 1942.
Pendant la guerre, le Traveller fut adopté par le borough de Leyton à Londres dans le cadre de la Semaine du navire de guerre. La plaque de cette adoption est conservée par le Royal Naval Museum à Portsmouth.